# ブミプトラ政策
ブミプトラ政策（ブミプトラせいさく）は、華僑の経済的優位に対抗し、マレー人の地位向上を図るためにマレーシア政府が1971年から開始したマレー人優先政策。「ブミプトラ」 (bumiputera) は、サンスクリット (bhūmi-putrāḥ, भूमिपुत्राः; nom. pl. m.) から移入された語彙で「土地の子」、すなわち「地元民」を意味する言葉である。

## 概要
マレーシアは、昔から中国やインドから多くの移民が居住していた。さらに、イギリス植民地時代には、宗主国のイギリスによって中国やインドなどから外国人労働者が連れてこられたため、多民族社会化が進んだ。イギリスから独立した後、経済的に豊かな中国系人と先住民であるマレー人の対立は進み、中国系人によるシンガポールの建国（マレーシアからの分離独立）や5月13日事件に代表される民族対立が続いた。対立の原因が経済格差であったために、マレー人を経済的に優遇する国策が施行された。この一連の政策を総称して「ブミプトラ政策」という。これはマレーシアの伝統的な連立与党である国民戦線がマレー系民族の影響下にあることと強く関係している。

## 批判
マラヤ連邦を経てマレーシアが成立する過程でマレー人優遇政策がとられた。これに対してシンガポール初代首相である華人のリー・クアンユーは、華人もマレー人も同じ地元民であり、どちらもマレーシア人であるとの立場を主張した。しかし、華人とマレー人の対立は収まらなかった。先住民であるマレー系民族が人口の7割近くを占めるために、政治力は他民族に対して圧倒的である。そのため、ブミプトラ政策は民族差別政策の一種と批判されることがあるものの、撤廃は難しいとされている。この政策は、雇用機会平等を唱えるイギリスやアメリカ合衆国などから批判された。

## 対象
ブミプトラ政策で優遇の対象となる「ブミプトラ」は、マレー人のほか、山地やボルネオ島のオラン・アスリなど、ほとんどの土着の少数民族も含まれる。もっとも、ブミプトラ政策の恩恵を被っているのはマレー系実業家といった富裕層が中心となっている。
ブミプトラ政策では、企業設立や租税軽減などの経済活動のほか、公務員の採用などでもマレー系住民が優遇されている。また、マレー人は国立大学へ優先的に入学できる。そのため、他民族は必然的にシンガポールやオーストラリアといった海外へ留学せざるをえない。これがマレーシアの国公立大学のレベルを落としていると指摘されることもある。
なお、この政策は主にマレー人と中国人の対立の結果であるために、インド系民族が局外者の立場に置かれており、そうした現状を不服としてインド系住民によるデモも起きている。
この政策によって政治・行政におけるマレー人の優位性確立に成功したが、政策を推進した元首相マハティール・ビン・モハマドは近年の著書で、「マレー人には勤勉さが足りない」などと根源的な理由についても言及している。